# Torneo Apertura 2011 Liga de Ascenso
El Torneo Apertura 2011 de la Liga de Ascenso fue el 33° torneo de la Liga de Ascenso. El mismo comenzó el 29 de julio de 2011 y contó con la participación de 16 equipos, incluyendo a Celaya (que ascendió de la Segunda División) y Necaxa (el cual descendió de la Primera División). Cabe señalarse que el club Alacranes de Durango fue desafiliado de la Federación, debido a cuestiones relacionadas con su directiva, por lo que no participó en este torneo. Igualmente, si bien el equipo Tiburones Rojos de Veracruz había sido desafiliado por la Federación al término del clausura 2011, el club Albinegros de Orizaba cambió su denominación a «Tiburones Rojos de Veracruz» a partir de este evento.
El 7 y el 10 de diciembre se jugaron los partidos de ida y vuelta respectivamente de la final del torneo entre los clubes Correcaminos UAT y Reboceros de La Piedad. Al final, el primero resultó vencedor al derrotar con un marcador global 4:1 a La Piedad, convirtiéndose así en el campeón del Apertura 2011. Cabe añadirse que Correcaminos UAT se enfrentó al Club León (campeón del Torneo Clausura 2012) en la final por el ascenso a la Primera División.

## Cambios
Celaya ascendió de la Segunda División de México.
 Necaxa descendió de la  Liga MX.
 Tijuana ascendió a la  Liga MX.
 Atlante UTN es renombrado  Neza FC.
Alacranes de Durango es desafiliado al quedar en bancarrota.
Albinegros de Orizaba deja de participar en el Ascenso MX.
Veracruz fue desafiliado, pero posteriormente fue readmitido en la liga como una nueva franquicia tras el abandono de la franquicia de Albinegros de Orizaba.
 En negritas se encuentran resaltados los clubes recién llegados a la Liga de Ascenso Torneo Apertura 2011.

## Sistema de competición
El sistema de calificación de este torneo fue el mismo del Torneo Clausura 2011. Este se desarrolla en dos fases:
- Fase de calificación: que se integra por las 15 jornadas del torneo.
- Fase final: que se integra por los partidos de ida y vuelta en rondas de cuartos, de semifinal y final.

### Fase de calificación
En la fase de calificación —del 29 de julio al 20 de noviembre de 2011— participaron los 16 clubes de la Liga de Ascenso de México jugando todos contra todos durante las 15 jornadas respectivas, a un solo partido. Se obtuvieron 3 puntos por juego ganado, y 1 por juego empatado.
El orden de los clubes al final de la fase de calificación del torneo correspondió a la suma de los puntos obtenidos por cada uno de ellos y se presentó en forma descendente. Si al finalizar las 17 jornadas del torneo, dos o más clubes hubiesen empatado en puntos, su posición en la tabla general sería determinada atendiendo a los siguientes criterios de desempate:
1. Mejor diferencia entre los goles anotados y recibidos.
2. Mayor número de goles anotados.
3. Marcadores particulares entre los clubes empatados.
4. Mayor número de goles anotados como visitante.
5. Sorteo.

### Fase final
Los siete primeros equipos de la tabla general fueron los calificados para la fase final del torneo (el primer lugar, La Piedad, con 31 puntos en total, clasificó directo a las semifinales). Los partidos correspondientes a la fase final se desarrollaron a visita recíproca y los equipos mejor ubicados recibieron el partido de vuelta, en las siguientes etapas:
- Cuartos de final
- Semifinales
- Final

En esta fase, en caso de empate en el marcador global (resultado de los partidos de ida y de vuelta) el equipo mejor ubicado en la tabla general de la fase de calificación sería el que avanzara a la siguiente fase.
En la final, en caso de empate en el marcador global, se añadirían dos periodos de 15 minutos y, en caso de mantenerse la igualdad, se procedería a los tiros penales.

## Equipos por estado
Para esta temporada 2011-12, los estados de la República Mexicana con más equipos profesionales en la Liga de Ascenso son Guanajuato y Tamaulipas con tres y dos equipos cada uno, respectivamente. 
| Estado           | N.º | Equipos                     |
| ---------------- | --- | --------------------------- |
| Guanajuato       | 3   | Celaya, Irapuato y León     |
| Tamaulipas       | 2   | Altamira y Correcaminos UAT |
| Estado de México | 1   | Neza                        |
| Michoacán        | 1   | La Piedad                   |
| Sinaloa          | 1   | Dorados                     |
| Veracruz         | 1   | Veracruz                    |
| Puebla           | 1   | Lobos BUAP                  |
| Hidalgo          | 1   | Cruz Azul Hidalgo           |
| Morelos          | 1   | Pumas Morelos               |
| Jalisco          | 1   | Leones Negros               |
| Aguascalientes   | 1   | Necaxa                      |
| Yucatán          | 1   | Mérida                      |
| Chihuahua        | 1   | Indios                      |

## Equipos participantes
| Club                                          | Ciudad                                | Entrenador               | Estadio                                   | Aforo  |
| --------------------------------------------- | ------------------------------------- | ------------------------ | ----------------------------------------- | ------ |
| Altamira FC                                   | Altamira, Tamaulipas                  | Mario García             | Altamira                                  | 13 500 |
| Celaya F.C.                                   | Celaya, Guanajuato                    | Miguel Fuentes           | Miguel Alemán Valdés                      | 33 340 |
| Correcaminos U.A.T.                           | Ciudad Victoria, Tamaulipas           | Ignacio Rodríguez Bahena | Marte R. Gómez                            | 18 000 |
| Cruz Azul Hidalgo                             | Ciudad Cooperativa Cruz Azul, Hidalgo | Carlos Jara Saguier      | 10 de diciembre                           | 17 000 |
| Dorados de Sinaloa                            | Culiacán, Sinaloa                     | Francisco Palacios       | Banorte                                   | 23 000 |
| Indios Juárez                                 | Ciudad Juárez, Chihuahua              | Sergio Orduña            | Olímpico Benito Juárez                    | 22 300 |
| Irapuato                                      | Irapuato, Guanajuato                  | Omar Arellano            | Sergio León Chávez                        | 35 000 |
| La Piedad                                     | La Piedad, Michoacán                  | Cristóbal Ortega         | Juan Nepomuceno López                     | 18 000 |
| León                                          | León, Guanajuato                      | Pedro Muñoz              | León                                      | 35 000 |
| Leones Negros                                 | Guadalajara, Jalisco                  | Héctor Medrano           | Jalisco                                   | 60 000 |
| Lobos BUAP                                    | Puebla, Puebla                        | Pedro Ignacio Trejo      | Cuauhtémoc                                | 42 684 |
| Mérida FC                                     | Mérida, Yucatán                       | Ricardo Valiño           | Carlos Iturralde Rivero                   | 18 000 |
| Necaxa                                        | Aguascalientes, Aguascalientes        | Luis Francisco García    | Victoria                                  | 25 494 |
| Neza                                          | Nezahualcóyotl, Estado de México      | David Patiño             | Universidad Tecnológica de Nezahualcóyotl | 21 000 |
| Pumas Morelos                                 | Cuernavaca, Morelos                   | Enrique López Zarza      | Centenario                                | 7 800  |
| Veracruz                                      | Veracruz, Veracruz                    | Daniel Guzmán            | Luis "Pirata" Fuente                      | 30 000 |
| Datos actualizados al 4 de noviembre de 2011. |                                       |                          |                                           |        |

## Tabla general
| Pos. | Equipo               | Pts. | PJ | G  | E | P | GF | GC | Dif. | Clasificación                   |
| ---- | -------------------- | ---- | -- | -- | - | - | -- | -- | ---- | ------------------------------- |
| 1    | La Piedad            | 31   | 15 | 10 | 1 | 4 | 26 | 17 | +9   | Semifinales de la liguilla      |
| 2    | Correcaminos UAT (C) | 27   | 15 | 7  | 6 | 2 | 33 | 21 | +12  | Cuartos de final de la liguilla |
| 3    | Neza                 | 26   | 15 | 7  | 5 | 3 | 27 | 22 | +5   | Cuartos de final de la liguilla |
| 4    | León                 | 23   | 15 | 5  | 8 | 2 | 26 | 16 | +10  | Cuartos de final de la liguilla |
| 5    | Irapuato             | 23   | 15 | 7  | 2 | 6 | 24 | 17 | +7   | Cuartos de final de la liguilla |
| 6    | Necaxa               | 23   | 15 | 6  | 5 | 4 | 15 | 14 | +1   | Cuartos de final de la liguilla |
| 7    | Altamira             | 22   | 15 | 6  | 4 | 5 | 22 | 22 | 0    | Cuartos de final de la liguilla |
| 8    | Veracruz             | 22   | 15 | 6  | 4 | 5 | 17 | 19 | −2   |                                 |
| 9    | Pumas Morelos        | 21   | 15 | 5  | 6 | 4 | 15 | 16 | −1   |                                 |
| 10   | Celaya               | 18   | 15 | 4  | 6 | 5 | 15 | 20 | −5   |                                 |
| 11   | Lobos BUAP           | 18   | 15 | 4  | 6 | 5 | 13 | 18 | −5   |                                 |
| 12   | Leones Negros        | 15   | 15 | 3  | 6 | 6 | 16 | 22 | −6   |                                 |
| 13   | Indios               | 14   | 15 | 4  | 2 | 9 | 20 | 24 | −4   | Desafiliado                     |
| 14   | Dorados              | 14   | 15 | 3  | 5 | 7 | 20 | 30 | −10  |                                 |
| 15   | Mérida               | 13   | 15 | 3  | 4 | 8 | 15 | 19 | −4   |                                 |
| 16   | Cruz Azul Hidalgo    | 12   | 15 | 2  | 6 | 7 | 14 | 21 | −7   |                                 |

 Fuente: [cita requerida]
Notas:
1. ↑  Indios fue desafiliado por no cumplir con sus adeudos en tiempo y forma.

## Tabla de descenso
| Resultados(*) | Resultados(*)     | Resultados(*) | Resultados(*)     | Resultados(*) | Resultados(*) | Resultados(*) | Resultados(*) | Resultados(*) | Resultados(*) | Resultados(*) |
| Equipo        | Equipo            | Apertura 2009 | Bicentenario 2010 | Apertura 2010 | Clausura 2011 | Apertura 2011 | Total         | JJ            | Cociente      |               |
| ------------- | ----------------- | ------------- | ----------------- | ------------- | ------------- | ------------- | ------------- | ------------- | ------------- | ------------- |
| 1             | León              | 21            | 34                | 25            | 34            | 23            | 137           | 79            | 1.7342        |               |
| 2             | Irapuato          | 32            | 23                | 24            | 33            | 23            | 135           | 79            | 1.7089        |               |
| 3             | Necaxa            | 0             | 0                 | 0             | 0             | 23            | 23            | 15            | 1.5333        |               |
| 4             | Veracruz          | 0             | 0                 | 0             | 0             | 22            | 22            | 15            | 1.4667        |               |
| 5             | Lobos BUAP        | 28            | 24                | 27            | 15            | 18            | 112           | 79            | 1.4177        |               |
| 6             | Altamira FC       | 0             | 0                 | 23            | 21            | 22            | 66            | 47            | 1.4043        |               |
| 7             | Correcaminos UAT  | 19            | 24                | 15            | 24            | 27            | 109           | 79            | 1.3797        |               |
| 8             | La Piedad         | 18            | 25                | 18            | 15            | 31            | 107           | 79            | 1.3544        |               |
| 9             | Cruz Azul Hidalgo | 25            | 23                | 22            | 24            | 12            | 106           | 79            | 1.3417        |               |
| 10            | Pumas Morelos     | 21            | 26                | 19            | 19            | 21            | 106           | 79            | 1.3418        |               |
| 11            | Dorados           | 26            | 19                | 22            | 24            | 14            | 105           | 79            | 1.3291        |               |
| 12            | Toros Neza        | 24            | 17                | 9             | 29            | 23            | 105           | 79            | 1.3291        |               |
| 13            | Indios            | 0             | 0                 | 26            | 20            | 14            | 60            | 47            | 1.2766        |               |
| 14            | Celaya FC         | 0             | 0                 | 0             | 0             | 18            | 18            | 15            | 1.2000        |               |
| 15            | Mérida FC         | 24            | 22                | 12            | 16            | 13            | 87            | 79            | 1.1013        |               |
| 16            | Leones Negros     | 13            | 13                | 18            | 14            | 15            | 73            | 79            | 0.9241        |               |

(*)En progreso Jornada 15

## Torneo regular
- Los horarios son correspondientes al Tiempo del Centro de México (UTC-6 y UTC-5 en horario de verano).[5]

| Jornada 1     | Jornada 1 | Jornada 1         | Jornada 1              | Jornada 1   | Jornada 1 | Jornada 1 |
| Local         | Resultado | Visitante         | Estadio                | Fecha       | Hora      |           |
| ------------- | --------- | ----------------- | ---------------------- | ----------- | --------- | --------- |
| Necaxa        | 1 - 0     | Mérida            | Victoria               | 29 de julio | 20:00     |           |
| Correcaminos  | 3 - 3     | León              | Marte R. Gómez         | 29 de julio | 20:30     |           |
| Leones Negros | 1 - 1     | Celaya            | Jalisco                | 29 de julio | 20:45     |           |
| Lobos BUAP    | 1 - 0     | Cruz Azul Hidalgo | Cuauhtémoc             | 30 de julio | 12:00     |           |
| Pumas Morelos | 2 - 0     | Veracruz          | Centenario             | 30 de julio | 16:00     |           |
| Irapuato      | 2 - 3     | La Piedad         | Sergio León Chávez     | 30 de julio | 19:00     |           |
| Indios        | 1 - 0     | Dorados           | Olímpico Benito Juárez | 30 de julio | 20:00     |           |
| Neza          | 3 - 0     | Altamira          | Neza 86                | 31 de julio | 12:00     |           |

| Jornada 2         | Jornada 2 | Jornada 2     | Jornada 2            | Jornada 2   | Jornada 2 | Jornada 2 |
| Local             | Resultado | Visitante     | Estadio              | Fecha       | Hora      |           |
| ----------------- | --------- | ------------- | -------------------- | ----------- | --------- | --------- |
| Altamira          | 0 - 0     | Lobos BUAP    | Altamira             | 5 de agosto | 19:00     |           |
| Veracruz          | 0 - 2     | Irapuato      | Luis "Pirata" Fuente | 6 de agosto | 16:00     |           |
| Mérida            | 1 - 1     | Indios        | Carlos Iturralde     | 6 de agosto | 19:00     |           |
| Dorados           | 2 - 2     | Neza          | Banorte              | 6 de agosto | 20:00     |           |
| León              | 2 - 0     | Necaxa        | León                 | 6 de agosto | 20:00     |           |
| Celaya            | 0 - 1     | Pumas Morelos | Miguel Alemán Valdés | 6 de agosto | 20:30     |           |
| Cruz Azul Hidalgo | 2 - 2     | Leones Negros | 10 de diciembre      | 7 de agosto | 12:00     |           |
| La Piedad         | 2 - 1     | Correcaminos  | Juan N. López        | 7 de agosto | 12:30     |           |

| Jornada 3     | Jornada 3 | Jornada 3         | Jornada 3              | Jornada 3    | Jornada 3 | Jornada 3 |
| Local         | Resultado | Visitante         | Estadio                | Fecha        | Hora      |           |
| ------------- | --------- | ----------------- | ---------------------- | ------------ | --------- | --------- |
| Correcaminos  | 1 - 1     | Necaxa            | Marte R. Gómez         | 12 de agosto | 20:30     |           |
| Leones Negros | 0 - 3     | Altamira          | Jalisco                | 12 de agosto | 20:45     |           |
| Pumas Morelos | 1 - 0     | Cruz Azul Hidalgo | Centenario             | 13 de agosto | 16:00     |           |
| Irapuato      | 3 - 1     | Celaya            | Sergio León Chávez     | 13 de agosto | 19:00     |           |
| Indios        | 0 - 1     | León              | Olímpico Benito Juárez | 13 de agosto | 20:00     |           |
| Neza          | 2 - 1     | Mérida            | Neza 86                | 14 de agosto | 12:00     |           |
| Lobos BUAP    | 0 - 1     | Dorados           | Cuauhtémoc             | 14 de agosto | 12:00     |           |
| La Piedad     | 2 - 0     | Veracruz          | Juan N. López          | 14 de agosto | 12:30     |           |

| Jornada 4         | Jornada 4 | Jornada 4     | Jornada 4            | Jornada 4    | Jornada 4 | Jornada 4 |
| Local             | Resultado | Visitante     | Estadio              | Fecha        | Hora      |           |
| ----------------- | --------- | ------------- | -------------------- | ------------ | --------- | --------- |
| Altamira          | 3 - 1     | Pumas Morelos | Altamira             | 19 de agosto | 19:00     |           |
| Necaxa            | 3 - 2     | Indios        | Victoria             | 19 de agosto | 20:00     |           |
| Veracruz          | 1 - 0     | Correcaminos  | Luis "Pirata" Fuente | 20 de agosto | 16:00     |           |
| Mérida            | 0 - 0     | Lobos BUAP    | Carlos Iturralde     | 20 de agosto | 19:00     |           |
| Dorados           | 3 - 3     | Leones Negros | Banorte              | 20 de agosto | 20:00     |           |
| León              | 2 - 2     | Neza          | León                 | 20 de agosto | 20:00     |           |
| Celaya            | 2 - 1     | La Piedad     | Miguel Alemán Valdés | 20 de agosto | 20:30     |           |
| Cruz Azul Hidalgo | 1 - 0     | Irapuato      | 10 de diciembre      | 21 de agosto | 12:00     |           |

| Jornada 5     | Jornada 5 | Jornada 5         | Jornada 5            | Jornada 5    | Jornada 5 | Jornada 5 |
| Local         | Resultado | Visitante         | Estadio              | Fecha        | Hora      |           |
| ------------- | --------- | ----------------- | -------------------- | ------------ | --------- | --------- |
| Correcaminos  | 2 - 0     | Indios            | Marte R. Gómez       | 26 de agosto | 20:30     |           |
| Leones Negros | 2 - 1     | Mérida            | Jalisco              | 26 de agosto | 20:45     |           |
| Veracruz      | 1 - 1     | Celaya            | Luis "Pirata" Fuente | 27 de agosto | 16:00     |           |
| Pumas Morelos | 1 - 1     | Dorados           | Centenario           | 27 de agosto | 16:00     |           |
| Irapuato      | 6 - 1     | Altamira          | Sergio León Chávez   | 27 de agosto | 19:00     |           |
| Neza          | 1 - 0     | Necaxa            | Neza 86              | 28 de agosto | 12:00     |           |
| La Piedad     | 1 - 0     | Cruz Azul Hidalgo | Juan N. López        | 28 de agosto | 12:00     |           |
| Lobos BUAP    | 1 - 2     | León              | Cuauhtémoc           | 28 de agosto | 12:00     |           |

| Jornada 6         | Jornada 6 | Jornada 6     | Jornada 6              | Jornada 6        | Jornada 6 | Jornada 6 |
| Local             | Resultado | Visitante     | Estadio                | Fecha            | Hora      |           |
| ----------------- | --------- | ------------- | ---------------------- | ---------------- | --------- | --------- |
| Altamira          | 1 - 0     | La Piedad     | Altamira               | 9 de septiembre  | 19:00     |           |
| Necaxa            | 1 - 1     | Lobos BUAP    | Victoria               | 9 de septiembre  | 20:00     |           |
| Cruz Azul Hidalgo | 1 - 1     | Veracruz      | 10 de diciembre        | 10 de septiembre | 12:00     |           |
| Mérida            | 0 - 0     | Pumas Morelos | Carlos Iturralde       | 10 de septiembre | 19:00     |           |
| Dorados           | 2 - 1     | Irapuato      | Banorte                | 10 de septiembre | 19:00     |           |
| Indios            | 0 - 2     | Neza          | Olímpico Benito Juárez | 10 de septiembre | 20:00     |           |
| León              | 1 - 1     | Leones Negros | León                   | 10 de septiembre | 20:00     |           |
| Celaya            | 3 - 4     | Correcaminos  | Miguel Alemán Valdés   | 10 de septiembre | 20:45     |           |

| Jornada 7     | Jornada 7 | Jornada 7         | Jornada 7            | Jornada 7        | Jornada 7 | Jornada 7 |
| Local         | Resultado | Visitante         | Estadio              | Fecha            | Hora      |           |
| ------------- | --------- | ----------------- | -------------------- | ---------------- | --------- | --------- |
| Correcaminos  | 4 - 0     | Neza              | Marte R. Gómez       | 16 de septiembre | 20:30     |           |
| Leones Negros | 0 - 1     | Necaxa            | Jalisco              | 16 de septiembre | 20:45     |           |
| Veracruz      | 1 - 0     | Altamira          | Luis "Pirata" Fuente | 17 de septiembre | 16:00     |           |
| Pumas Morelos | 2 - 1     | León              | Centenario           | 17 de septiembre | 16:00     |           |
| Irapuato      | 1 - 0     | Mérida            | Sergio León Chávez   | 17 de septiembre | 19:00     |           |
| Celaya        | 1 - 1     | Cruz Azul Hidalgo | Miguel Alemán Valdés | 17 de septiembre | 20:50     |           |
| Lobos BUAP    | 1 - 6     | Indios            | Cuauhtémoc           | 18 de septiembre | 12:00     |           |
| La Piedad     | 4 - 3     | Dorados           | Juan N. López        | 18 de septiembre | 12:30     |           |

| Jornada 8         | Jornada 8 | Jornada 8     | Jornada 8              | Jornada 8        | Jornada 8 | Jornada 8 |
| Local             | Resultado | Visitante     | Estadio                | Fecha            | Hora      |           |
| ----------------- | --------- | ------------- | ---------------------- | ---------------- | --------- | --------- |
| Altamira          | 0 - 1     | Celaya        | Altamira               | 23 de septiembre | 19:00     |           |
| Necaxa            | 1 - 0     | Pumas Morelos | Victoria               | 23 de septiembre | 20:00     |           |
| Mérida            | 2 - 3     | La Piedad     | Carlos Iturralde       | 24 de septiembre | 19:00     |           |
| Indios            | 0 - 1     | Leones Negros | Olímpico Benito Juárez | 24 de septiembre | 20:00     |           |
| León              | 1 - 1     | Irapuato      | León                   | 24 de septiembre | 20:00     |           |
| Dorados           | 1 - 2     | Veracruz      | Banorte                | 24 de septiembre | 20:00     |           |
| Cruz Azul Hidalgo | 2 - 2     | Correcaminos  | 10 de diciembre        | 25 de septiembre | 12:00     |           |
| Neza              | 2 - 2     | Lobos BUAP    | Neza 86                | 25 de septiembre | 12:00     |           |

| Jornada 9         | Jornada 9 | Jornada 9  | Jornada 9            | Jornada 9        | Jornada 9 | Jornada 9 |
| Local             | Resultado | Visitante  | Estadio              | Fecha            | Hora      |           |
| ----------------- | --------- | ---------- | -------------------- | ---------------- | --------- | --------- |
| Correcaminos      | 2 - 1     | Lobos BUAP | Marte R. Gómez       | 30 de septiembre | 20:30     |           |
| Leones Negros     | 1 - 0     | Neza       | Jalisco              | 30 de septiembre | 20:45     |           |
| Veracruz          | 3 - 0     | Mérida     | Luis "Pirata" Fuente | 1 de octubre     | 16:00     |           |
| Pumas Morelos     | 2 - 2     | Indios     | Centenario           | 1 de octubre     | 16:00     |           |
| Irapuato          | 0 - 1     | Necaxa     | Sergio León Chávez   | 1 de octubre     | 19:00     |           |
| Celaya            | 1 - 0     | Dorados    | Miguel Alemán Valdés | 1 de octubre     | 20:50     |           |
| Cruz Azul Hidalgo | 1 - 2     | Altamira   | 10 de diciembre      | 2 de octubre     | 12:00     |           |
| La Piedad         | 0 - 0     | León       | Juan N. López        | 2 de octubre     | 12:00     |           |

| Jornada 10 | Jornada 10 | Jornada 10        | Jornada 10             | Jornada 10   | Jornada 10 | Jornada 10 |
| Local      | Resultado  | Visitante         | Estadio                | Fecha        | Hora       |            |
| ---------- | ---------- | ----------------- | ---------------------- | ------------ | ---------- | ---------- |
| Lobos BUAP | 1 - 0      | Leones Negros     | Cuauhtémoc             | 6 de octubre | 16:00      |            |
| Altamira   | 4 - 4      | Correcaminos      | Altamira               | 7 de octubre | 19:00      |            |
| Necaxa     | 0 - 1      | La Piedad         | Victoria               | 7 de octubre | 20:00      |            |
| Mérida     | 3 - 0      | Celaya            | Carlos Iturralde       | 8 de octubre | 19:00      |            |
| Indios     | 1 - 2      | Irapuato          | Olímpico Benito Juárez | 8 de octubre | 20:00      |            |
| León       | 3 - 0      | Veracruz          | León                   | 8 de octubre | 20:00      |            |
| Dorados    | 1 - 1      | Cruz Azul Hidalgo | Banorte                | 8 de octubre | 20:00      |            |
| Neza       | 1 - 1      | Pumas Morelos     | Neza 86                | 9 de octubre | 12:00      |            |

| Jornada 11        | Jornada 11 | Jornada 11    | Jornada 11           | Jornada 11    | Jornada 11 | Jornada 11 |
| Local             | Resultado  | Visitante     | Estadio              | Fecha         | Hora       |            |
| ----------------- | ---------- | ------------- | -------------------- | ------------- | ---------- | ---------- |
| Altamira          | 2 - 0      | Dorados       | Altamira             | 14 de octubre | 19:00      |            |
| Correcaminos      | 2 - 2      | Leones Negros | Marte R. Gómez       | 14 de octubre | 20:30      |            |
| Pumas Morelos     | 2 - 2      | Lobos BUAP    | Centenario           | 15 de octubre | 16:00      |            |
| Veracruz          | 1 - 1      | Necaxa        | Luis "Pirata" Fuente | 15 de octubre | 16:00      |            |
| Irapuato          | 4 - 3      | Neza          | Sergio León Chávez   | 15 de octubre | 19:00      |            |
| Celaya            | 1 - 1      | León          | Miguel Alemán Valdés | 15 de octubre | 20:50      |            |
| Cruz Azul Hidalgo | 0 - 3      | Mérida        | 10 de diciembre      | 16 de octubre | 12:00      |            |
| La Piedad         | 3 - 1      | Indios        | Juan N. López        | 16 de octubre | 12:30      |            |

| Jornada 12    | Jornada 12 | Jornada 12        | Jornada 12             | Jornada 12    | Jornada 12 | Jornada 12 |
| Local         | Resultado  | Visitante         | Estadio                | Fecha         | Hora       |            |
| ------------- | ---------- | ----------------- | ---------------------- | ------------- | ---------- | ---------- |
| Necaxa        | 1 - 1      | Celaya            | Victoria               | 21 de octubre | 20:00      |            |
| Leones Negros | 0 - 0      | Pumas Morelos     | Jalisco                | 21 de octubre | 20:45      |            |
| Mérida        | 0 - 0      | Altamira          | Carlos Iturralde       | 22 de octubre | 19:00      |            |
| Indios        | 2 - 0      | Veracruz          | Olímpico Benito Juárez | 22 de octubre | 20:00      |            |
| León          | 1 - 1      | Cruz Azul Hidalgo | León                   | 22 de octubre | 20:00      |            |
| Dorados       | 1 - 4      | Correcaminos      | Banorte                | 22 de octubre | 20:00      |            |
| Lobos BUAP    | 1 - 0      | Irapuato          | Cuauhtémoc             | 23 de octubre | 12:00      |            |
| Neza          | 2 - 1      | La Piedad         | Neza 86                | 23 de octubre | 12:00      |            |

| Jornada 13        | Jornada 13 | Jornada 13    | Jornada 13           | Jornada 13    | Jornada 13 | Jornada 13 |
| Local             | Resultado  | Visitante     | Estadio              | Fecha         | Hora       |            |
| ----------------- | ---------- | ------------- | -------------------- | ------------- | ---------- | ---------- |
| Altamira          | 1 - 1      | León          | Altamira             | 28 de octubre | 19:00      |            |
| Correcaminos      | 2 - 0      | Pumas Morelos | Marte R. Gómez       | 28 de octubre | 20:30      |            |
| Veracruz          | 2 - 2      | Neza          | Luis "Pirata" Fuente | 29 de octubre | 16:00      |            |
| Irapuato          | 2 - 1      | Leones Negros | Sergio León Chávez   | 29 de octubre | 19:00      |            |
| Dorados           | 3 - 1      | Mérida        | Banorte              | 29 de octubre | 20:00      |            |
| Celaya            | 1 - 0      | Indios        | Miguel Alemán Valdés | 29 de octubre | 20:50      |            |
| Cruz Azul Hidalgo | 2 - 1      | Necaxa        | 10 de diciembre      | 30 de octubre | 12:00      |            |
| La Piedad         | 0 - 2      | Lobos BUAP    | Juan N. López        | 30 de octubre | 12:30      |            |

| Jornada 14    | Jornada 14 | Jornada 14        | Jornada 14             | Jornada 14     | Jornada 14 | Jornada 14 |
| Local         | Resultado  | Visitante         | Estadio                | Fecha          | Hora       |            |
| ------------- | ---------- | ----------------- | ---------------------- | -------------- | ---------- | ---------- |
| Necaxa        | 2 - 1      | Altamira          | Victoria               | 4 de noviembre | 20:00      |            |
| Correcaminos  | 2 - 1      | Mérida            | Marte R. Gómez         | 4 de noviembre | 20:30      |            |
| Leones Negros | 0 - 2      | La Piedad         | Jalisco                | 4 de noviembre | 20:45      |            |
| Lobos BUAP    | 0 - 2      | Veracruz          | Cuauhtémoc             | 5 de noviembre | 12:00      |            |
| Pumas Morelos | 1 - 0      | Irapuato          | Centenario             | 5 de noviembre | 16:00      |            |
| Indios        | 2 - 1      | Cruz Azul Hidalgo | Olímpico Benito Juárez | 5 de noviembre | 20:00      |            |
| León          | 6 - 1      | Dorados           | León                   | 5 de noviembre | 20:00      |            |
| Neza          | 3 - 1      | Celaya            | Neza 86                | 6 de noviembre | 12:00      |            |

| Jornada 15        | Jornada 15 | Jornada 15    | Jornada 15           | Jornada 15      | Jornada 15 | Jornada 15 |
| Local             | Resultado  | Visitante     | Estadio              | Fecha           | Hora       |            |
| ----------------- | ---------- | ------------- | -------------------- | --------------- | ---------- | ---------- |
| Altamira          | 4 - 2      | Indios        | Altamira             | 18 de noviembre | 19:00      |            |
| Veracruz          | 3 - 2      | Leones Negros | Luis "Pirata" Fuente | 19 de noviembre | 16:00      |            |
| Mérida            | 2 - 1      | León          | Carlos Iturralde     | 19 de noviembre | 19:00      |            |
| Irapuato          | 0 - 0      | Correcaminos  | Sergio León Chávez   | 19 de noviembre | 19:00      |            |
| Dorados           | 1 - 1      | Necaxa        | Banorte              | 19 de noviembre | 20:00      |            |
| Celaya            | 0 - 0      | Lobos BUAP    | Miguel Alemán Valdés | 19 de noviembre | 20:30      |            |
| Cruz Azul Hidalgo | 1 - 2      | Neza          | 10 de diciembre      | 20 de noviembre | 12:00      |            |
| La Piedad         | 3 - 1      | Pumas Morelos | Juan N. López        | 20 de noviembre | 12:00      |            |

## Liguilla
Los siete clubes mejor ubicados en la tabla general al término de la jornada 15 eligieron el día y la hora en que se llevarían a cabo sus partidos de cuartos de final —de acuerdo al reglamento de la Federación Mexicana de Fútbol, los partidos de ida serían en miércoles y en jueves, y los juegos de vuelta en sábado y domingo—. La reunión para determinar los horarios de los encuentros se llevó a cabo el 21 de noviembre de 2011. Cabe señalarse que el club La Piedad, al ser el de mayor cantidad de puntos al final de la fase regular del torneo, pasó directamente a las semifinales.
|  | Cuartos de final                                                         | Cuartos de final                                                         | Cuartos de final                                                         | Cuartos de final                                                         | Cuartos de final                                                         |   |   | Semifinales                                                                        | Semifinales                                                                        | Semifinales                                                                        | Semifinales                                                                        | Semifinales                                                                        |  |   | Final                                                         | Final                                                         | Final                                                         | Final                                                         | Final                                                         |  |
|  | 23 y 24 de noviembre de 2011 (ida) 26 y 27 de noviembre de 2011 (vuelta) | 23 y 24 de noviembre de 2011 (ida) 26 y 27 de noviembre de 2011 (vuelta) | 23 y 24 de noviembre de 2011 (ida) 26 y 27 de noviembre de 2011 (vuelta) | 23 y 24 de noviembre de 2011 (ida) 26 y 27 de noviembre de 2011 (vuelta) | 23 y 24 de noviembre de 2011 (ida) 26 y 27 de noviembre de 2011 (vuelta) |   |   | 30 de noviembre y 1 de diciembre de 2011 (ida) 3 y 4 de diciembre de 2011 (vuelta) | 30 de noviembre y 1 de diciembre de 2011 (ida) 3 y 4 de diciembre de 2011 (vuelta) | 30 de noviembre y 1 de diciembre de 2011 (ida) 3 y 4 de diciembre de 2011 (vuelta) | 30 de noviembre y 1 de diciembre de 2011 (ida) 3 y 4 de diciembre de 2011 (vuelta) | 30 de noviembre y 1 de diciembre de 2011 (ida) 3 y 4 de diciembre de 2011 (vuelta) |  |   | 7 de diciembre de 2011 (ida) 10 de diciembre de 2011 (vuelta) | 7 de diciembre de 2011 (ida) 10 de diciembre de 2011 (vuelta) | 7 de diciembre de 2011 (ida) 10 de diciembre de 2011 (vuelta) | 7 de diciembre de 2011 (ida) 10 de diciembre de 2011 (vuelta) | 7 de diciembre de 2011 (ida) 10 de diciembre de 2011 (vuelta) |  |
|  |                                                                          |                                                                          |                                                                          |                                                                          |                                                                          |   |   |                                                                                    |                                                                                    |                                                                                    |                                                                                    |                                                                                    |  |   |                                                               |                                                               |                                                               |                                                               |                                                               |  |
|  |                                                                          |                                                                          |                                                                          |                                                                          |                                                                          |   |   |                                                                                    |                                                                                    |                                                                                    |                                                                                    |                                                                                    |  |   |                                                               |                                                               |                                                               |                                                               |                                                               |  |
|  |                                                                          |                                                                          |                                                                          |                                                                          |                                                                          |   |   |                                                                                    |                                                                                    |                                                                                    |                                                                                    |                                                                                    |  |   |                                                               |                                                               |                                                               |                                                               |                                                               |  |
|  |                                                                          |                                                                          |                                                                          |                                                                          |                                                                          |   |   |                                                                                    |                                                                                    |                                                                                    |                                                                                    |                                                                                    |  |   |                                                               |                                                               |                                                               |                                                               |                                                               |  |
|  |                                                                          |                                                                          |                                                                          |                                                                          |                                                                          |   |   |                                                                                    |                                                                                    |                                                                                    |                                                                                    |                                                                                    |  |   |                                                               |                                                               |                                                               |                                                               |                                                               |  |
|  |                                                                          | 1                                                                        | La Piedad                                                                | 5                                                                        | 1                                                                        | 6 |   |                                                                                    |                                                                                    |                                                                                    |                                                                                    |                                                                                    |  |   |                                                               |                                                               |                                                               |                                                               |                                                               |  |
|  |                                                                          |                                                                          |                                                                          |                                                                          |                                                                          | 6 |   |                                                                                    |                                                                                    |                                                                                    |                                                                                    |                                                                                    |  |   |                                                               |                                                               |                                                               |                                                               |                                                               |  |
|  |                                                                          |                                                                          | 4                                                                        | León                                                                     | 3                                                                        | 2 | 5 |                                                                                    |                                                                                    |                                                                                    |                                                                                    |                                                                                    |  |   |                                                               |                                                               |                                                               |                                                               |                                                               |  |
|  | 4                                                                        | León                                                                     | 4                                                                        | León                                                                     | 3                                                                        | 2 | 5 | 1                                                                                  | 2                                                                                  | 3                                                                                  |                                                                                    |                                                                                    |  |   |                                                               |                                                               |                                                               |                                                               |                                                               |  |
|  | 4                                                                        | León                                                                     |                                                                          |                                                                          |                                                                          |   |   |                                                                                    |                                                                                    | 3                                                                                  |                                                                                    |                                                                                    |  |   |                                                               |                                                               |                                                               |                                                               |                                                               |  |
|  | 5                                                                        | Irapuato                                                                 | 0                                                                        | 0                                                                        | 0                                                                        |   |   |                                                                                    |                                                                                    |                                                                                    |                                                                                    |                                                                                    |  |   |                                                               |                                                               |                                                               |                                                               |                                                               |  |
|  | 5                                                                        | Irapuato                                                                 | 0                                                                        | 0                                                                        | 0                                                                        |   |   |                                                                                    |                                                                                    |                                                                                    |                                                                                    |                                                                                    |  | 1 | La Piedad                                                     | 1                                                             | 0                                                             | 1                                                             |                                                               |  |
|  |                                                                          |                                                                          |                                                                          |                                                                          |                                                                          |   |   |                                                                                    |                                                                                    |                                                                                    |                                                                                    |                                                                                    |  | 1 | La Piedad                                                     | 1                                                             | 0                                                             | 1                                                             |                                                               |  |
|  |                                                                          |                                                                          | 2                                                                        | Correcaminos UAT                                                         | 3                                                                        | 1 | 4 |                                                                                    |                                                                                    |                                                                                    |                                                                                    |                                                                                    |  |   |                                                               |                                                               |                                                               |                                                               |                                                               |  |
|  | 2                                                                        | Correcaminos UAT (*)                                                     | 2                                                                        | Correcaminos UAT                                                         | 3                                                                        | 1 | 4 | 1                                                                                  | 1                                                                                  | 2                                                                                  |                                                                                    |                                                                                    |  |   |                                                               |                                                               |                                                               |                                                               |                                                               |  |
|  | 2                                                                        | Correcaminos UAT (*)                                                     |                                                                          |                                                                          |                                                                          |   |   |                                                                                    |                                                                                    | 2                                                                                  |                                                                                    |                                                                                    |  |   |                                                               |                                                               |                                                               |                                                               |                                                               |  |
|  | 7                                                                        | Altamira                                                                 | 2                                                                        | 0                                                                        | 2                                                                        |   |   |                                                                                    |                                                                                    |                                                                                    |                                                                                    |                                                                                    |  |   |                                                               |                                                               |                                                               |                                                               |                                                               |  |
|  | 7                                                                        | Altamira                                                                 | 2                                                                        | 0                                                                        | 2                                                                        |   | 2 | Correcaminos UAT (*)                                                               | 1                                                                                  | 2                                                                                  | 3                                                                                  |                                                                                    |  |   |                                                               |                                                               |                                                               |                                                               |                                                               |  |
|  |                                                                          |                                                                          |                                                                          |                                                                          |                                                                          |   | 2 | Correcaminos UAT (*)                                                               | 1                                                                                  | 2                                                                                  | 3                                                                                  |                                                                                    |  |   |                                                               |                                                               |                                                               |                                                               |                                                               |  |
|  |                                                                          |                                                                          | 3                                                                        | Neza                                                                     | 2                                                                        | 1 | 3 |                                                                                    |                                                                                    |                                                                                    |                                                                                    |                                                                                    |  |   |                                                               |                                                               |                                                               |                                                               |                                                               |  |
|  | 3                                                                        | Neza                                                                     | 3                                                                        | Neza                                                                     | 2                                                                        | 1 | 3 | 1                                                                                  | 2                                                                                  | 3                                                                                  |                                                                                    |                                                                                    |  |   |                                                               |                                                               |                                                               |                                                               |                                                               |  |
|  | 3                                                                        | Neza                                                                     |                                                                          |                                                                          |                                                                          |   |   |                                                                                    |                                                                                    | 3                                                                                  |                                                                                    |                                                                                    |  |   |                                                               |                                                               |                                                               |                                                               |                                                               |  |
|  | 6                                                                        | Necaxa                                                                   | 0                                                                        | 2                                                                        | 2                                                                        |   |   |                                                                                    |                                                                                    |                                                                                    |                                                                                    |                                                                                    |  |   |                                                               |                                                               |                                                               |                                                               |                                                               |  |
|  | 6                                                                        | Necaxa                                                                   | 0                                                                        | 2                                                                        | 2                                                                        |   |   |                                                                                    |                                                                                    |                                                                                    |                                                                                    |                                                                                    |  |   |                                                               |                                                               |                                                               |                                                               |                                                               |  |
|  |                                                                          |                                                                          |                                                                          |                                                                          |                                                                          |   |   |                                                                                    |                                                                                    |                                                                                    |                                                                                    |                                                                                    |  |   |                                                               |                                                               |                                                               |                                                               |                                                               |  |

- (*) Avanza por su posición en la tabla general.

- El ganador de este torneo, Correcaminos UAT, se enfrentó al campeón del Clausura 2012 para ascender a la Primera División. En caso de que el mismo club ganara también el Clausura 2012, entonces ascendería directamente a la Primera División, sin necesidad de jugarse la final de ascenso.

### Cuartos de final

#### León - Irapuato
| 23 de noviembre de 2011, 20:45 (UTC -6) | Irapuato | 0:1 (0:0) | León             | Estadio Sergio León Chávez, Irapuato, Guanajuato                   |                                                                    |
|                                         |          | Reporte   | Eder Pacheco 69' | Asistencia: 20,000 espectadores Árbitro(s): Gerardo García Acevedo | Asistencia: 20,000 espectadores Árbitro(s): Gerardo García Acevedo |

| 26 de noviembre de 2011, 21:00 (UTC -6) | León                | 2:0 (2:0) | Irapuato | Estadio León, León, Guanajuato                               |                                                              |
|                                         | Eder Pacheco 8' 13' | Reporte   |          | Asistencia: 28,000 espectadores Árbitro(s): Obed Eliud Gómez | Asistencia: 28,000 espectadores Árbitro(s): Obed Eliud Gómez |

#### Correcaminos UAT - Altamira
| 24 de noviembre de 2011, 18:00 (UTC -6) | Altamira                                  | 2:1 (0:1) | Correcaminos UAT    | Estadio Altamira, Altamira, Tamaulipas                               |                                                                      |
|                                         | Cristian Torres 62' · Eleazar Vázquez 80' | Reporte   | Raymundo Torres 24' | Asistencia: 8,000 espectadores Árbitro(s): Víctor Bisguerra Mendiola | Asistencia: 8,000 espectadores Árbitro(s): Víctor Bisguerra Mendiola |

| 27 de noviembre de 2011, 18:00 (UTC -6) | Correcaminos UAT | 1:0 (0:0) | Altamira | Estadio Marte R. Gómez, Ciudad Victoria, Tamaulipas            |                                                                |
|                                         | Diego Menghi 87' | Reporte   |          | Asistencia: 18,000 espectadores Árbitro(s): Ángel Monroy Bello | Asistencia: 18,000 espectadores Árbitro(s): Ángel Monroy Bello |

#### Neza - Necaxa
| 24 de noviembre de 2011, 20:00 (UTC -6) | Necaxa | 0:1 (0:1) | Neza               | Estadio Victoria, Aguascalientes, Aguascalientes                  |                                                                   |
|                                         |        | Reporte   | Luciano Emilio 42' | Asistencia: 7,252 espectadores Árbitro(s): Eduardo Galván Basulto | Asistencia: 7,252 espectadores Árbitro(s): Eduardo Galván Basulto |

| 27 de noviembre de 2011, 12:00 (UTC -6) | Neza                                    | 2:2 (1:2) | Necaxa                               | Estadio Universidad Tecnológica de Nezahualcóyotl, Nezahualcóyotl, Estado de México |                                                                        |
|                                         | Rodrigo Prieto 28' · Luciano Emilio 79' | Reporte   | Jesús Isijara 5' · Víctor Lojero 42' | Asistencia: 15,000 espectadores Árbitro(s): Baruch Absalón Castellanos              | Asistencia: 15,000 espectadores Árbitro(s): Baruch Absalón Castellanos |

### Semifinales

#### La Piedad - León
| 1 de diciembre de 2011, 21:00 (UTC -6) | León                                     | 3:5 (0:2) | La Piedad                                                        | Estadio León, León, Guanajuato                              |                                                             |
|                                        | Gregorio Torres 58' · Nelson Maz 81' 82' | Reporte   | Roberto Nurse 30' · Jesús Padilla 41' 47' · Luis Mendoza 86' 90' | Asistencia: 27,000 espectadores Árbitro(s): Vicente Barajas | Asistencia: 27,000 espectadores Árbitro(s): Vicente Barajas |

| 4 de diciembre de 2011, 12:00 (UTC -6) | La Piedad         | 1:2 (0:2) | León                               | Estadio Juan Nepomuceno López, La Piedad, Michoacán                   |                                                                       |
|                                        | Jesús Sánchez 82' | Reporte   | Eder Pacheco 33' · Carlos Peña 45' | Asistencia: 9,000 espectadores Árbitro(s): Baruch Absalón Castellanos | Asistencia: 9,000 espectadores Árbitro(s): Baruch Absalón Castellanos |

#### Correcaminos UAT - Neza
| 1 de diciembre de 2011, 15:30 (UTC -6) | Neza                   | 2:1 (0:0) | Correcaminos UAT | Estadio Universidad Tecnológica de Nezahualcóyotl, Nezahualcóyotl, Estado de México |                                                                      |
|                                        | Rodrigo Prieto 76' 88' | Reporte   | Diego Menghi 87' | Asistencia: 9,500 espectadores Árbitro(s): Obed Eliud Gómez Barreras                | Asistencia: 9,500 espectadores Árbitro(s): Obed Eliud Gómez Barreras |

| 4 de diciembre de 2011, 18:00 (UTC -6) | Correcaminos UAT                                        | 2:1 (0:1) | Neza               | Estadio Marte R. Gómez, Ciudad Victoria, Tamaulipas                   |                                                                       |
|                                        | Roberto Nicolás Saucedo 66' · Hugo Sánchez Guerrero 69' | Reporte   | Luciano Emilio 38' | Asistencia: 18,000 espectadores Árbitro(s): Víctor Bisguerra Mendiola | Asistencia: 18,000 espectadores Árbitro(s): Víctor Bisguerra Mendiola |

### Final

#### La Piedad - Correcaminos UAT
| 7 de diciembre de 2011, 20:30 (UTC -6) | Correcaminos UAT                            | 3:1 (0:0) | La Piedad         | Estadio Marte R. Gómez, Ciudad Victoria, Tamaulipas                    |                                                                        |
|                                        | Diego Olsina 52' · Antonio González 76' 86' | Reporte   | Roberto Nurse 78' | Asistencia: 18,000 espectadores Árbitro(s): Baruch Absalón Castellanos | Asistencia: 18,000 espectadores Árbitro(s): Baruch Absalón Castellanos |

| 10 de diciembre de 2011, 15:00 (UTC -6) | La Piedad | 0:1 (0:0) | Correcaminos UAT    | Estadio Juan Nepomuceno López, La Piedad, Michocán                    |                                                                       |
|                                         |           | Reporte   | Tomás Domínguez 85' | Asistencia: 10,000 espectadores Árbitro(s): Víctor Bisguerra Mendiola | Asistencia: 10,000 espectadores Árbitro(s): Víctor Bisguerra Mendiola |

|                                      |
| CAMPEÓN Correcaminos UAT (1° título) |

## Goleadores fase regular
Simbología:

: goles anotados.

A continuación los 10 jugadores con más anotaciones en la fase regular del torneo:
| Jugador                    | Club             | Anotado |
| -------------------------- | ---------------- | ------- |
| Roberto Nicolás Saucedo    | Correcaminos UAT | 11      |
| Luciano Emilio             | Toros Neza       | 10      |
| Roberto Nurse              | La Piedad        | 9       |
| Pablo Gabriel Torres       | Dorados          | 9       |
| José Cruz Gutiérrez Flores | Irapuato         | 9       |
| Eder Pacheco               | León             | 8       |
| Ismael Valadéz             | Altamira         | 8       |
| Nelson Sebastián Maz       | León             | 7       |
| Ever Guzmán                | Mérida           | 7       |
| Carlos Ruiz Gutiérrez      | Tiburones Rojos  | 6       |

| Predecesor: Clausura 2011 | Temporadas de la Liga de Ascenso de México Apertura 2011 | Sucesor: Clausura 2012 |